# Santo Antônio do Monte
Santo Antônio do Monte este un oraș în Minas Gerais (MG), Brazilia. Populația sa este de aproximativ 30000 de locuitori. Orasul economiei se bazează pe producția de focuri de artificii și de comerțul de bunuri de consum casnic. Orasul este de 194 km de la Belo Horizonte, capitala de Minas Gerais.